# Obalna straža
Obalna straža je varnostna organizacija, ki jo lahko ima posamezna država. Pojem obalna straža se nanaša na široko področje delovanja, lahko gre za oborožene sile, ki izvajajo različne varnostne naloge. Lahko pa gre za organizacijo, ki ima funkcijo iskanja in reševanja brez pooblastil za kazenski pregon.

## Zgodovina
V Združenem kraljestvu je bila obalna straža ustanovljena leta 1809 kot Vodna straža in je bila prvotno namenjena kot organizacijska enota znotraj carinske in trošarinske oblasti za boj proti tihotapljenju. Bila je odgovorna tudi za pomoč v primeru nesreč. 

## Delovno področje
Obalna straža deluje na področju iskanja in reševanja v primeru nesreč, izvrševanja pomorskega prava, varnosti plovil, vzdrževanja svetilnikov in mejne kontrole. Med vojno imajo obalne straže določenih držav vlogo pomorske rezervne sile, ki so odgovorne za obrambo in varnost pristanišč, pomorsko protiobveščevalno dejavnost ter izvajanje patruljiranja na vodi.
Pristojnosti obalne straže se lahko spreminjajo od države do države. Lahko je organizacijska enota vojske, policije ali pa je odgovorna samo za iskanje in reševanje. V Združenih državah Amerike je obalna straža del vojske, kjer izvaja tudi funkcijo kazenskega pregona, medtem pa, ko je v Združenem kraljestvu civilna organizacija, katere pristojnost sega samo na področje iskanja in reševanja. 
Nekatere obalne straže, kot je na primer irska obalna straža imajo zelo omejeno vlogo na področju izvajanja kazenskega pregona, saj izvaja zakonodajo, ki se tiče samo pomorske varnosti na primer pregledovanje ladij, ki so zasidrane na področju kjer delujejo.

## Obalne straže po svetu
Obalne straže so prisotne v številnih državah kjer so organizacijsko vpete v različne državne organe kjer imajo različno vlogo. Obalne straže so prisotne v Argentini, Avstraliji, Kitajski, Franciji, Nemčiji, Grčiji, Italiji, Irski, Nizozemski, Poljski, Portugalski, Španiji, Novi Zelandiji, Združenem Kraljestvu, Združenih državah Amerike in nekaterih drugih.